# Gulella
Gulella é um género de gastrópode  da família Streptaxidae.
Este género contém as seguintes espécies:
- Gulella alleni
- Gulella amaniensis
- Gulella amboniensis
- Gulella antelmeana
- Gulella aprosdoketa
- Gulella bomolensis
- Gulella claustralis
- Gulella cuspidata
- Gulella foliifera
- Gulella greenwayi
- Gulella grossa
- Gulella inconspicua
- Gulella intrusa
- Gulella ludwigi
- Gulella mayottensis
- Gulella ndamanyiluensis
- Gulella paucidens
- Gulella plantii
- Gulella puzeyi
- Gulella salpinx
- Gulella taitensis
- Gulella thomasseti
- Gulella translucida
- Gulella unidentata
- Gulella usambarica